# 32049 Jonathanma
32049 Jonathanma è un asteroide della fascia principale. Scoperto nel 2000, presenta un'orbita caratterizzata da un semiasse maggiore pari a 2,3424764 UA e da un'eccentricità di 0,1037293, inclinata di 5,55830° rispetto all'eclittica.